# Lubuk Pungguk
Lubuk Pungguk is een bestuurslaag in het regentschap Merangin van de provincie Jambi, Indonesië. Lubuk Pungguk telt 871 inwoners (volkstelling 2010).